# Albarán
El albarán (palabra procedente del árabe hispano albará y este del árabe clásico barā'ah, "la prueba" o "el justificante") o guía de remisión (en América Latina) es un documento mercantil que acredita el traslado y la entrega de un pedido. El receptor de la mercancía debe firmarlo para dar constancia de que la ha recibido correctamente. Dentro de la compraventa, la guía de remisión sirve como prueba documental de la entrega o traditio de los bienes.

## Nombres en países hispanohablantes
En algunos países de América Latina se lo conoce como guía de remisión, y puede tener valor para efectos tributarios (fiscales) al igual que la factura.
- En Argentina, equivale a un remito, comprobante obligatorio que acompaña la mercadería en tránsito, y documenta la entrega de la misma al receptor y no tiene valor a fines tributarios.
- En Bolivia se utiliza nota de remisión o nota de entrega.
- En Chile recibe el nombre de guía de despacho. Es obligatorio para las mercaderías en tránsito y tiene efectos tributarios cuando constituye venta.
- En Costa Rica se conoce como nota de entrega; pero carece del valor fiscal de una factura.
- En Cuba se llama despacho.
- En Ecuador recibe el nombre de guía de remisión o nota de entrega. No es válida para efectos tributarios.
- En Guatemala recibe el nombre de nota de entrega o envío. No es válida para efectos tributarios.
- En España equivale a un sustento de entrega. No es válida para efectos tributarios.
- En Honduras se le conoce como "Comprobante de Entrega".
- En México y Colombia se conoce como nota de remisión; puede incluir cantidades y montos, si el cliente lo requiere. No es válida para efectos tributarios. Básicamente, en Colombia y naciones andinas se refiere al documento utilizado como Comprobante de Entrega No. o tracking  para el seguimiento de salida y llegada, si fue recibido o esta en ruta.
- En Panamá equivale a una Nota de Entrega o Lista de Empaque este último utilizado en la Zona Libre. No son válidos para efectos tributarios.
- En Paraguay se utiliza nota de remisión o nota de entrega.
- En Perú equivale a una guía de remisión, pero no es válida para efectos tributarios, no registra montos, sólo las cantidades de los productos. Se utiliza generalmente (obligatoriamente por disposiciones estatales) para el traslado de los productos del proveedor al cliente, o entre almacenes de una misma empresa.
- En República Dominicana se denomina conduce o despacho.
- En Uruguay se denomina remito[4] (a veces también albarán).[5]
- En Venezuela recibe el nombre de nota de entrega o guía de despacho. No es válida para efectos tributarios.

## Funciones y utilización de la guía de remisión
Tiene dos objetivos diferentes:
1. Para el comprador: comparar con el pedido, a efectos de controlar si es la mercadería solicitada y, fundamentalmente, para controlar las mercaderías que recibe con la posterior facturación.
2. Para el vendedor: al recibir el duplicado del remito debidamente firmado por el comprador, tiene una constancia de haber entregado la mercadería que el comprador recibió conforme y, con base en el remito, confeccionar la factura.

Se extiende, como mínimo, por duplicado y conteniendo una lista de los objetos o mercaderías suministrados; aunque es práctica generalizada hacerlo por triplicado para que al transportista también le quede una constancia de la operación realizada. En los países en los que este documento tiene efectos contables es posible que también exista una copia para el organismo estatal de control tributario.
No se registra en los libros de contabilidad, dado que generalmente los remitos se emiten sin valores.
A partir del detalle de la guía de remisión se puede generar otros documentos tales como facturas, partes de entrada (notas de ingreso) a almacén.
Otra funcionalidad de la guía de remisión es a efectos inventariales pues aquella mercancía suministrada es restada del stock disponible, pudiendo quedar, según la operativa administrativa de cada empresa, como stock comprometido o bien, simplemente, restada del stock total.

## Requisitos
Los requisitos de la guía de remisión pueden cambiar según las regulaciones de cada país y los efectos de comercio. Algunos de estos requisitos pueden ser:
- Lugar y Fecha de emisión.
- Nombre y número de orden del comprobante.
- Nombre y domicilio del vendedor y del comprador.
- Número del documento de identificación fiscal según corresponda; ingresos brutos; Fecha de inicio de actividades y condición frente al I.V.A. del emisor.
- Número del documento de identificación fiscal según corresponda y condición frente al I.V.A. del destinatario.
- Detalle de las mercaderías solicitadas.
- Lugar de entrega.
- Medio por el cual se envían las mercaderías (Flete).
- Firma de la persona que recibe las mercaderías.
- Fecha de emisión del formulario, nombre y número del documento de identificación fiscal según corresponda de la imprenta que confecciona el modelo de formulario, Habilitación Municipal si aplicase por normas y numeración de los documentos impresos.

## Formas de emisión
- Original: Para el comprador.
- Duplicado: Para el vendedor (firmado por el comprador).
- Triplicado: Para la empresa de transporte (firmado por el comprador).
- Cuádruple : Para el departamento comercial.
- Quinto : Para el departamento de contabilidad.

## Importancia
- Al comprador le sirve para controlar las mercaderías recibidas con la nota de pedido.
- Al vendedor le sirve para constatar que el comprador recibió conforme.
- A la empresa de transporte le sirve para constatar que el transportista entregó las mercaderías.